# هیومین (خواننده)
پارک سان یونگ (به کره‌ای: 박선영) (زاده ۳۰ می ۱۹۸۹) که بیشتر با نام هنری هیومین (به کره‌ای: 효민) شناخته می شود خواننده و ترانه‌سرا، بازیگر اهل کره جنوبی است. او همچنین عضو گروه تی-آرا است.